# Sagittalata bitschi
Sagittalata bitschi là một loài côn trùng trong họ Mantispidae thuộc bộ Neuroptera. Loài này được Poivre miêu tả năm 1982.